# 유경 (하간효왕)
하간효왕 유경(河間孝王 劉慶, ? ~ 기원전 55년)은 중국 전한의 황족 · 제후왕으로, 하간경왕 유수의 아들이다.
아버지가 하간경왕 17년(기원전 97년)에 죽자 하간왕 자리를 계승했고 이해를 바로 원년으로 삼아, 하간효왕 43년(기원전 55년)에 죽어 아들 유원이 뒤를 이었다.

## 가계
- 하간경왕 유수
  - 하간효왕 유경
    - 하간왕 유원
    - 양흥후 유창
    - 두량회후 유강
    - 광창후 유하
    - 도안절후 유보
    - 악평후 유영
    - 의화절후 유득
    - 부춘후 유현
    - 하간혜왕 유량

양흥후는 오봉 원년(기원전 57) 12월 계사일, 두량회후는 건시 원년(기원전 32) 정월, 광창후 ~ 악평후는 수화 원년(기원전 8) 6월 병인일, 의화절후는 원수 2년(기원전 1) 4월 정유일에 봉해졌다.